# Salvatore Accardo

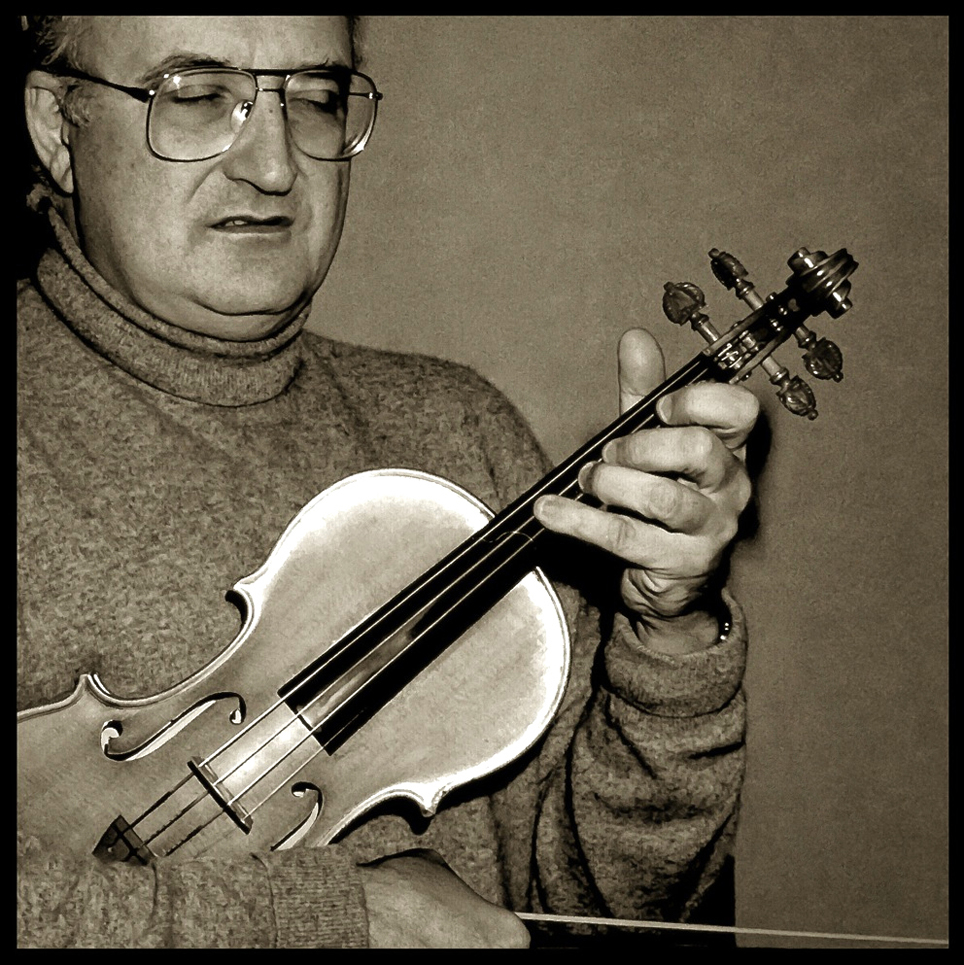
Salvatore Accardo: retrato - Augusto De Luca

Salvatore Accardo (Turin, 26 de Setembro de 1941 - ) é um violinista solista e maestro italiano, particularmente vocacionado pelas suas interpretações de Paganini e de Bach.
Violinista e também regente, o italiano Salvatore Accardo nasceu em Turim a 26 de setembro de 1941 e cresceu em Nápoles. Já aos três anos repetia em violinos de brinquedo as canções napolitanas que seu pai, violinista amador, executava. Aos quatro anos, ganhou seu primeiro instrumento e , dois anos depois - quando seu pai modestamente reconheceu que não tinha mais nada para ensinar-lhe -, Salvatore passou a estudar com Luigi D'Ambrosio. Violinista renomado, D'Ambrosio de início titubeou diante da pouca idade do menino, mas se rendeu ao constatar seu talento. Salvatore se revelava uma criança prodígio, embora ele mesmo não concorde com isso, alegando que sempre estudou muito. De D'Ambrosio, que seria seu professor desde os seis até os 23, quando morreu, Salvatore ouviu uma advertência inesquecível: "Se você deixar o violino por um dia, ele te deixará por uma semana; se você deixá-lo uma semana, ele o deixará por um mês".
Além das aulas com D'Ambrosio, Salvatore também estudou na Academia Chigiana de Siena, onde foi aluno de de Yvonne Austruc. Venceu concursos internacionais em Vercelli (1955) e Gênova (1956), e em 1958, ganhou o Prêmio Primavera, da Rádio Italiana, e o Concurso Internacional Paganini de Violino, também em Gênova.
A carreira de Accardo como músico profissional se iniciou muito cedo, aos treze anos, quando ele deu o primeiro concerto. Depois disso sucederam-se tornées pela Europa, pelas Américas do Norte e do Sul, que logo o transformaram em um dos violinistas mais conhecidos e admirados de sua geração. Accardo esteve várias vezes no Brasil, a última vez em 1980. Faz anualmente uma média de cem apresentações e vive em Roma, onde, nas horas vagas, joga futebol - outra paixão. Mas, atento à advertência de seu antigo professor, toca durante quatro ou seis horas por dia.
Accardo tem três violinos (entre outros menos famosos), que, reunidos, somam invejável fortuna: um Stradivarius de 1718, chamado Pássaro de Fogo, antes pertencente a Saint-Exupéry, que colecionava violinos. O Pássaro de Fogo, aliás, lhe foi doado pelos franceses em 1960. Além deste, destacam-se um Guarnerius de 1733 e um Montagnana de 1742.
Intérprete instintivo, com técnica ágil e brilhante, Accardo é um músico completo cujo repertório se estende de Vivaldi e Bach aos compositores contemporâneos. Interessado em música de câmara, Accardo participa da organização da Semana Musical que anualmente se realiza em Nápoles e também se apresenta como regente da Orquestra de Câmara Italiana. Além disso, leciona na Academia Chigiana.